# (6539) Nohavica
(6539) Nohavica ist ein Asteroid des mittleren Hauptgürtels, der am 19. August 1982 von der tschechischen Astronomin Zdeňka Vávrová am Kleť-Observatorium (IAU-Code 046) bei Český Krumlov entdeckt wurde.
Der Asteroid wurde am 8. Dezember 1998 nach dem tschechischen Liedermacher Jaromír Nohavica (* 1953) benannt, der seit 1982 selbst mit seinen Liedern aufzutritt und so zu einem der populärsten Interpreten der tschechischen Musikszene wurde.